# گلفام خیام
گلفام خیام (زادهٔ ۱۳۶۱ در تهران) آهنگساز و نوازندهٔ ایرانی است.

## زندگی
گلفام خیام، آهنگساز و نوازنده گیتار کلاسیک در عرصهٔ موسیقی کلاسیک و معاصر است.
او در جشنواره‌های موسیقی متعدد در داخل و خارج از کشور به‌عنوان نوازنده و آهنگساز حضور یافته و قطعات او توسط نوازندگان و ارکسترهای مختلف اجرا شده‌است.
در این میان قطعات وی به سفارش نوازندگانی همچون استفان اشمیت، ویلیام کانگایزر، آنسمامبل گیتار کوپنهاگ، پروژهٔ آهنگسازی فستیوال بلگراد به سفارش انستیتو گوته، و ارکستر مجلسی ژنو قابل ذکر است.
او به‌عنوان استاد مدعو در دانشگاه سلطنتی موسیقی کپنهاگ، آکادمی سلطنتی آرهوس، دانشگاه موسیقی ژنو حضور پیدا کرده‌است.
در میان جوایز او می‌توان به نوازندهٔ منتخب مسابقهٔ نوازندگی دانشگاه ژنو و همچنین جایزهٔ مرکز تخصصی مطالعات سوییس، برای انجام پروژهٔ آهنگسازی و تحقیق روی تکنیک‌های سازهای زخمه‌ای ایرانی، همچنین جایزهٔ منتخب آهنگسازی روستروم پاریس در حوزهٔ «پنجره‌ای به‌روی جهان» اشاره کرد.
او دارای کارشناسی ارشد در موسیقی از دانشگاه سینسیناتی (آمریکا)، مدرک سولیست از دانشگاه کنسرواتوار ژنو زیر نظر دوشان بوگدانوویچ و کارشناسی ارشد رشته آهنگسازی زیر نظر استادی نیکولا بولانس است.
در میان آثار منتشر شدهٔ او، تا به امروز چهار آلبوم چاپ شده در ایران با نشر هرمس، آوای پارسیان، و در خارج از ایران با نیو فوکس در آمریکا، نشر دوبرمن ـ یاپان کانادا و همچنین نشر ای.سی. ام دارد.